# Дивний вересень 1950
Дивний вересень 1950 (італ. Lo strano settembre 1950) — сатирико-гумористичний та політико-фантастичний роман італійських письменників Донато Мартуцці та Угуцціоне Раньєрі, виданий 1950 року з неофіційною співпрацею видавцем Лео Лонганесі.
У романі з'являються численні історичні діячі італійської політики всієї епохи парламентаризму. Пальміро Тольятті — також представлений в книзі — на шпальтах газети «Луніта» (16 січня 1949 року) охарактеризував роман як «антикомуністичний ідіотизм». Наступний великий памфлет тих же авторів, який мав величезний успіх у читачів, «Він не голосував за сім'ю де Паоліса» (1948) широко розповсюджувався в сотнях тисяч екземплярів як передвиборча пропаганда й був опублікований у відомому тижневику «Ріццолі».
Він також був перекладений за кордоном і був найуспішнішим в англосаксонських країнах.
Входить до числа фантастично-політичної літератури першого повоєнного періоду.

## Сюжет
Вождь Радянського Союзу Сталін вирушає інкогніто до Риму, з нагоди Ювілею 1950 року, щоб спробувати зрозуміти причину успіху Ватикану та Католицької Церкви у світі.
Нарешті, він приймає рішення визнати Папу, якого він щойно зустрів.
Серія непорозумінь і обміни особистісними випадами роблять цю проблему надзвичайно чутливою з політичної точки зору.